# Spärrmorgonstjärna
Spärrmorgonstjärna (Ornithogalum divergens) är en sparrisväxtart som beskrevs av Alexandre Boreau. Enligt Catalogue of Life ingår Spärrmorgonstjärna i släktet stjärnlökar och familjen sparrisväxter, men enligt Dyntaxa är tillhörigheten istället släktet stjärnlökar och familjen sparrisväxter. Arten är reproducerande i Sverige. Inga underarter finns listade i Catalogue of Life.